# Sinningia iarae
Sinningia iarae är en tvåhjärtbladig växtart som beskrevs av Chautems. Sinningia iarae ingår i släktet Sinningia och familjen Gesneriaceae. Inga underarter finns listade i Catalogue of Life.